# 1929-es magyar férfi vízilabdakupa
Az 1929-es magyar férfi vízilabdakupa a hetedik kiírás volt a versenysorozat történetében.  A kupára hét csapat nevezett. A győzelmet az Újpest szerezte meg.

## eredmények

### Negyeddöntő
| 1. csapat         | Eredmény | 2. csapat       |
| ----------------- | -------- | --------------- |
| III. kerületi TVE | 5–1      | BSZKRT          |
| Újpesti TE        | 7–2      | Ferencvárosi TC |
| MAC               | 7–1      | MUE             |

### Elődöntő
augusztus 3.
| 1. csapat  | Eredmény | 2. csapat         |
| ---------- | -------- | ----------------- |
| MTK        | 4–2      | MAC               |
| Újpesti TE | 4–0      | III. kerületi TVE |

### Döntő
| 1929. augusztus 4. 18:00 | Újpesti TE                 | 8–3 | MTK                    | Császár uszoda Játékvezetők: Jónás |
| 1929. augusztus 4. 18:00 | (4–2)                      |     |                        | Császár uszoda Játékvezetők: Jónás |
| 1929. augusztus 4. 18:00 | Németh 5 Halassy 2 Bozsi 1 |     | Homonnai 2 Keserű F. 1 | Császár uszoda Játékvezetők: Jónás |

Az Újpest kupagyőztes csapatának tagjai: Barna (Braun) Antal, Bozsi Mihály, Halassy Olivér, Köves (Kaufmann) Imre, László Miklós, Németh János, Vízaknay (Wágner) Tibor